# Гер переможений (новела)
«Гер переможений» — новела української письменниці Любові Пономаренко, написана в 1999 році.

## Історія створення
Новела написана на основі справжніх фактів. У містечку Гребінка, де живе письменниця, багато будинків після Другої світової війни побудували полонені німецькі солдати. Це розповідь про одного з них. У 1999 році вийшла друга збірка прозових творів Любові Пономаренко під назвою «Дерево облич», куди увійшла новела «Гер переможений».

## Тема та ідея новели
У новелі авторка зображує гуманне ставлення до полонених німців, які відбудовували зруйноване місто. Ідея новели «Гер переможений»: засудження війни та уславлення гуманізму. Ненависть до полонених німців зрештою змінюється на доброту, розуміння, що простий німець — заручник нацизму.

## Сюжет твору
Полонені німці відбудовували зруйноване ними місто. Німець Фрідріх привертав увагу дітей і жінок. Він розкопав клумбу, обгородив її і посіяв нагідки. Діти знищили клумбу і на її місці поставили зроблений з трави та паличок хрест. Фрідріх виділяється з групи полонених. В умовах, які пробуджують інстинкт самозбереження, змушують зациклитися на фізичному виживанні, він намагається розважити жорстоких дітей, співає їм пісні, робить прикраси з цеглин. Він переможений, проте не втратив уміння бачити красу в дрібницях. Німецький полонений хворий на сухоти. Відчай від хвороби і безнадія приводять героя до самогубства. Це найбільш вражаюча подія. Незвичайною подією є і випадково знайдена через п'ятдесят років фотографія донечок німця: «Коли вибили цеглину, вийняли з отвору рукавицю. У ній лежала фотокартка двох дівчаток у білих сукенках». Ця знахідка — завершальний штрих до портрету Фрідріха, яка свідчить про важливість для героя дітей, сім'ї як загальнолюдської цінності.